# Rhinolophus trifoliatus
Rhinolophus trifoliatus es una especie de murciélago de la familia Rhinolophidae.

## Distribución geográfica
Se encuentra en Brunéi, India, Indonesia, Malasia, Birmania, Tailandia.